# Iglesia Mayor de la Encarnación (Motril)
La iglesia mayor de la Encarnación, Iglesia Mayor o simplemente iglesia de la Encarnación es una iglesia parroquial católica situada en la ciudad española de Motril, en Granada, comunidad autónoma de Andalucía. La parroquia depende del Arzobispado de Granada y en ella se guarda una importante colección de figuras que participan en la procesiones de Semana Santa que se realizan en la ciudad.
Fue construida en 1510 sobre una mezquita que ocupaba, junto a otras edificaciones, ese emplazamientos. Su aspecto exterior es de fortaleza en la que se incluyen elementos de defensa que sirvieron para defenderse de los ataques de piratas y corsarios. El conjunto ha sufrido varias intervenciones que han dado como resultado la existencia de varios estilo arquitectónicos, entre los que destaca el mudéjar de la torre del campanario, torres de la Vela, el gótico, el barroco y el renacentista.

## Historia
La iglesia fue construida entre 1510 y 1514 sobre el solar de la antigua mezquita Alixara, en una zona más al norte del antiguo centro de la villa nazarí. Su construcción fue obra del alarife Alonso Márquez, el cual levantó un sobrio templo gótico-mudéjar de una nave rectangular de grandes arcos, con cuatro pares de capillas laterales entre contrafuertes, y una capilla mayor más ancha ligeramente. Esta última desaparecería en 1603 por la ampliación del templo mediante la adición de un crucero de carácter claramente clasicista.
Desgraciadamente, la capilla y gran parte del templo quedaron destruidas por culpa de una explosión en el 1938 por un polvorín que había ubicado en ella. En la reconstrucción de la parroquia, posguerra civil, fue reintegrada en parte la pureza original del antiguo templo primitivo mudéjar; hace unos años se hallaron unas criptas debajo de la parroquia pero no se pudo investigar más por la falta de materiales de los arqueólogos. 
Actualmente, esta iglesia cuenta con la catalogación de Bien de Interés Cultural a nivel regional y nacional. 

## Semana Santa
Esta iglesia es la sede canónica de muchas cofradías y hermandades que participan en la Semana Santa de Motril. Esta semana es la más importante del año tanto para Motril como para la iglesia porque saca a la calle todo el museo cristífero y mariano de la ciudad; está parroquia aporta muchas figuras que se encuentran dentro de esta y a la vista de todo el que entre. Motril también es una ciudad cofrade y estás son todas las cofradías y hermandades con sede canónica en la iglesia Mayor y que participan en la Semana Santa motrileña:
- Hermandad de Nuestro Padre Jesús en su Triunfal Entrada en Jerusalén y Nuestra Señora del Rosario o La Borriquilla (Domingo de Ramos)
- Cofradía de Nuestro Padre Jesús del Perdón y María Santísima de la Misericordia (en Semana Santa está en la Iglesia del Carmen) (Martes Santo)
- Cofradía de Nuestro Padre Jesús Nazareno y María Santísima de la Esperanza (Jueves Santo)
- Cofradía del Santísimo Cristo de la Buena Muerte o El Silencio (Jueves Santo)
- Muy Antigua Archicofradía del Dulce Nombre de Jesús y Primitiva y Real Hermandad y Cofradía de la Santa Vera Cruz (Cristo de la Expiración) y María Santísima del Valle (Viernes Santo)
- Cofradía del Santo Sepulcro y Nuestra Señora de los Dolores (Viernes Santo)
- Muy Antigua Archicofradía del Dulce Nombre de Jesús y Primitiva y Real Hermandad y Cofradía de la Santa Vera Cruz (Cristo de la Expiración) y María Santísima del Valle (Domingo de Resurrección)

## Figuras
Esta iglesia parroquial es la que más figuras tiene de todo Motril. Estas son: 
- Cristo en su Triunfal Entrada en Jerusalén (La Borriquita) y Nuestra Señora del Rosario y San Pablo el apóstol
- Cristo de Medinaceli
- Santo Sepulcro y la Virgen de los Dolores
- Cristo de la Expiración y María Santísima del Valle y el apóstol San Juan
- Cristo Nazareno y la Virgen de la Misericordia
- Cristo del Perdón y María Santísima de la Misericordia
- Santísimo Cristo de la Buena Muerte (altar mayor)
- Dulce Nombre de Jesús
- Cristo Resucitado y Virgen de la Paz
- San José y niño Jesús
- Sagrado Corazón de Jesús